# 北投子
北投子，原寫為北投仔，是新北市淡水區的一個地名，位於該區中部，範圍大致為北投里不含西北角及西南角及最東端、正德里北部、水源里西南端凸出部分。

## 歷史
台灣清治末期至日治前期，北投子地區為一街庄，稱為「北投仔庄」，隸屬於芝蘭三堡。該庄西北與林仔街庄為鄰，東北與水梘頭庄為鄰，南邊為樹林口庄、庄仔內庄、水碓仔庄。
1901年（日治明治三十四年）11月，該庄隸屬於臺北廳，編入第二十七區。1906年（明治三十九年）1月，第二十六區、二十七區的部分街庄合併為「水梘頭區」，該庄屬之。1920年（大正九年），該庄改制並改名為「北投子」大字，隸屬於臺北州淡水郡淡水街。
戰後淡水街改制為淡水鎮，隸屬於臺北縣，北投子地區劃為北投里。2010年12月，臺北縣升格為新北市，淡水鎮亦改制為淡水區。

## 交通
省道台2線經過北投子地區西部，往北可前往三芝、石門、金山、萬里、基隆等地，往東南轉南可接台2乙線前往北投、士林、台北市區，亦可接洲美快速道路、環河南北快速道路快速進入台北市區。
市道101號經過本地區，往東北轉北可前往三芝，往西南轉南可前往淡水市區。
淡海輕軌綠山線沿臺2線通過北投子地區西部，設有淡金北新、新市一路兩站，其中淡金北新站註有副站名「北投子」。

## 廟宇
- 北投里福德宮（土地祠）

## 運動設施
- 大屯高爾夫球場（小部分）